# ちびまる子ちゃん (映画)
『ちびまる子ちゃん』は、1990年12月15日に公開された日本のアニメーション映画。配給は東宝。電話100周年を記念し制作された。漫画版と、2022年12月21日にリリースされたBlu-ray DiscおよびレンタルDVDでは『大野君と杉山君』という副題が添えられている。

## あらすじ
ある日、席替えで一緒になった大野くんと杉山くん。2人は少し暴力的だが、いつも仲がいい。そんな2人の夢は船乗りになること。
そんなある日、2人はそれぞれ運動会の隊長、副隊長をやることになるが、ひょんなことから2人は大ゲンカ。結局白組が勝つが、まる子たちはうつむいたまま。
それからしばらくたって、次はクリスマスに行われる合唱コンクールで大野くんが独唱をすることになった。だが、当日に声が出なくなってしまう。ところが、杉山くんがすぐ代役で歌ってくれ、全校で2位を受賞する。その後2人は仲直りし、元の2人に戻っていった。
そんな中、大野くんが転校することになり…。

## キャスト

### さくら家
- まる子（ももこ） - TARAKO
- お父さん（ひろし） - 屋良有作
- お母さん（すみれ） - 鈴木みえ（現・一龍斎貞友）
- お姉ちゃん（さきこ） - 水谷優子
- おじいちゃん（友蔵） - 富山敬
- おばあちゃん（こたけ） - 佐々木優子

### フィーチャー
- 大野くん - 山口勝平
- 杉山くん - 水原リン（現・真山亜子）

### レギュラー
- ブー太郎 - 青木和代
- たまちゃん - 渡辺菜生子
- 丸尾くん - 飛田展男
- 花輪くん - 菊池正美
- 浜崎くん - 柏倉つとむ（現・カシワクラツトム）
- 関口くん - 津久井教生
- みぎわさん - ならはしみき
- まりちゃん - 折笠愛
- マキちゃん - 浦和めぐみ
- よう子ちゃん - 天野由梨
- とし子ちゃん - 三浦雅子
- 長田くん - 中友子
- 山田さん - 小林優子
- 添田くん - 中原茂
- 児童会長 - 松野太紀
- 女の子A - 柴田由美子
- 体育の先生 - 森川智之
- 戸川先生 - 掛川裕彦
- ヒデじい - 茶風林
- 校長先生 - 田中亮一
- ナレーション - キートン山田

## スタッフ
- 制作総指揮：本橋寿一
- 原作・脚本：さくらももこ
- 企画：宮永正隆、村上光一、中島順三
- 音楽：中村暢之
- キャラクターデザイン：重国勇二
- 画面設定：湯浅政明
- 美術：野村可南子
- 作画：山田みちしろ、柳田義明、後藤真砂子
- 録音：本田保則
- 撮影：森田俊昭
- 編集：小野寺桂子
- プロデューサー：佐藤昭二、田中真津美
- 監督：芝山努、須田裕美子
- 絵コンテ：須田裕美子
- 演出：佐藤竜雄
- 演出補佐：高木淳
- OPアニメ：船越英之
- 動画チェック：原鉄夫、中島裕一、平川高之
- 美術補佐：丸山美智子
- 背景：アトリエローク、ムクオスタジオ、スタジオアクア
- 仕上管理：岩切紀親
- セル検査：小山明子、久保田滝子、諸澤千恵子、森沢千代美、大平敬志、古里久代
- 色指定：横井正人
- 彩色：スタジオキリー
- 撮影：トランス・アーツ
- ネガ編集：上遠野英俊
- 編集助手：目黒広志
- 音響制作：音響映像システム、小野哲男
- 効果：松田昭彦（フィズサウンドクリエイション）
- 整音：佐藤千明
- 録音スタジオ：アバコ・クリエイティブ・スタジオ
- 演技事務：高橋卓生
- タイトル：道川昭
- 現像：東京現像所
- プロダクションマネージャー：岡村雅裕
- 制作デスク：小村統一、松山竜一郎
- 制作進行：吉田英一、根岸宏樹、東條由之
- 制作協力：亜細亜堂
- 製作：日本アニメーション株式会社、（株）NTTアド、フジテレビ

## 主題歌
オープニング主題歌「おどるポンポコリン」
作詞 - さくらももこ / 作曲・編曲 - 織田哲郎 / 歌 - B.B.クィーンズ（BMGビクター）
エンディング主題歌「ゆめいっぱい」
作詞 - 亜蘭知子 / 作曲・編曲 - 織田哲郎 / 歌 - 関ゆみ子（BMGビクター）

## 書誌情報
- ちびまる子ちゃん ： 映画原作特別描き下ろし - 1990年、ホーム社。ハードカバー。ISBN 978-4834280210
- ちびまる子ちゃん―大野君と杉山君 （ホームコミックス） - 1991年、ホーム社。 ISBN 978-4834230109
- ちびまる子ちゃん―大野君と杉山君― （りぼんマスコットコミックス） - 1997年、集英社。ISBN 978-4088560236